# Universidade Charles Darwin
A Universidade Charles Darwin (em inglês: Charles Darwin University) é uma universidade localizada em Darwin,  Território do Norte, Austrália. Foi fundada em 2004. Seu nome é uma homenagem ao naturalista inglês Charles Darwin.